# 武蔵野市立桜野小学校
武蔵野市立桜野小学校（むさしのしりつ さくらのしょうがっこう）は、東京都武蔵野市にある公立小学校である。

## 概要
1996年（平成8年）、武蔵野市立境北小学校（1955年創立）と、桜堤小学校（1966年創立）の2校が統合し、桜野小学校と改称して開校した。校舎は旧・境北小学校を使用している。
校名の「桜野」は、本校所在地である武蔵野市桜堤が桜並木で有名な場所であり、その「桜」および武蔵野市の「野」を組み合わせた造語である。校章も桜をモチーフに力強くデザインした。
教育目標は「思いやりのある子ども（徳）自分の考えをもつ子ども（知）明るく元気な子ども（体）」であり、特に「自分の考えをもつ子ども」を重点目標にしている。

## 学校データ
（2017年度）
- 児童数：910名
- 学級数：26学級

## 沿革

### 武蔵野市立境北小学校
- 1955年（昭和30年）4月1日 - 開校
- 1996年（平成8年）3月31日 - 桜堤小学校と統合し閉校、桜野小学校となる。

### 武蔵野市立桜堤小学校
- 1966年（昭和41年）9月11日 - 開校
- 1996年（平成8年）3月31日 - 境北小学校と統合し閉校、桜野小学校となる。

### 武蔵野市立桜野小学校
- 1996年（平成8年）4月1日 - 開校

### 学校長
- 初代：山口彭子 - 1996年（平成8年）4月1日 - 2001年（平成13年）3月31日
- 第2代：杉山溥彦 - 2001年（平成13年）4月1日 - 2006年（平成18年）3月31日
- 第3代：清水健一 - 2006年（平成18年）4月1日 - 2010年（平成22年）3月31日
- 第4代：嶋田晶子 - 2010年（平成22年）4月1日 - 2016年（平成28年）3月31日
- 第5代：金子圭子 - 2016年（平成28年）4月1日 - 現任[1]

## 通級指導学級
桜野小学校には、2つの通級指導学級（特殊学級）がある。
- こぶし学級（情緒）- 1976年設置、旧境北小から継続。
- こだま学級（きこえ・ことば）- 1973年に武蔵野市立第三小学校から移管、旧桜堤小から継続。

## 交通アクセス
- JR中央線・西武多摩川線 武蔵境駅北口下車
  - 小田急バス・境21『団地上水端』行『団地中央』下車、徒歩3分
  - ムーバス.境・東小金井線『武蔵野技術専門校』下車、徒歩10分
- 関東バス・吉72『桜堤団地』行『くぬぎ橋』下車

## 近隣
- 武蔵野市立第二中学校 - 本校に隣接。本校卒業生の多くが毎年そのまま進学している。
- くぬぎ橋
- 学校給食桜堤総合調理場
- 東京都立武蔵高等学校・附属中学校
- サンヴァリエ桜堤
- 亜細亜大学